# Némethy Bertalan
Némethy Bertalan (Győr, 1911. február 24. – Sarasota, Florida, Egyesült Államok, 2002. január 16.) a modern kori lovaglás egyik legkiemelkedőbb egyénisége. Életműve iránti tisztelet a mai napig jelen van a világ minden pontján, ahol komoly lovasképzés folyik. Távozásával véget ért egy korszak, amelyben nem csupán az Egyesült Államok, de az egész világ lovassportja hatalmas fejlődésen ment keresztül.

## Európai évek
Apja nemes Némethy Ödön (1873–1940), Győr, Moson és Pozsony Közigazgatásilag egyesített vármegyék alispánja, anyja felsőszidi Németh Margit (1877–1951) voltak.
Az apai nagyszülei dr. nemes Némethy Ernő (1841–1883), királyi ügyész, és Jerfy Emília (1851–1942) voltak. Az anyai nagyszülei felsőszidi Németh Miklós (1850–1929), Győr vármegye alispánja, és Koller Terézia (1852–1885) voltak.
Édesapja magas rangú köztisztviselő, természetes, hogy szülei a jogi tanulmányok után magas állami karriert szánnak fiúknak. Némethy, akinek ló iránt érzett szeretete, vonzalma meghatározó volt, a győri Bencés gimnáziumban szerzett érettségi után a katonai pályát választotta. Segítségére sietett ebben nagybátyja, Némethy Tibor, aki magas rangú tüzértiszt volt. 1928-ban került a Ludovika Akadémiára, ahol 1932-ben fejezte be tanulmányait. Avatása után a Nádasdy Ferenc 3. huszárezredhez vezényelték.
Miután kitűnő eredménnyel végezte az equitációkat, a lovasok továbbképzését szolgáló tanfolyamokat, 1936-ban Örkénytáborba vezényelték a Magyar Királyi Lovagló és Hajtó Tanárképző Iskolába.
Örkény parancsnoka ekkor Malanotti Lajos ezredes volt, aki az USA-ban, New Yorkban, a Madison Square Gardenben a világ legjobb lovasai között is nyerni tudott, Ibolya II. nevű, a sütvényi ménesben nevelt lován díjugratásban. Helyettese a "nyakas, erdélyi szász" Binder Ottó, zseniális érzékű lovas, aki ugyanazon évben volt úrlovas champion gát- és akadályversenyekben, valamint magyar bajnok díjlovaglásban, militaryban és díjugratásban. A tanárok: Kánya Antal, Hanthy László, Kókay Pál, Németh Dezső és Hazslinszky Géza.
Örkényben dolgozik ekkor az olimpiai díjugrató-, military és díjlovagló csoport is. Ennek tagjai többek közt Schaurek Ottmár, Endrődy Ágoston, Platthy József és Visy István is. Itt működik eleinte a "spanyol iskola" is, melyet vitéz Hanthy László vezet.
Némethy kiváló eredménnyel végez, ott is tartják Örkényben, ahol az akkor már Kósa Reznek Jenő által irányított olimpiai díjugrató keret tagja lett. A military lovak felkészítésében úgy a díjlovas, mint a díjugrató keret tagjai részt vettek, így nem véletlen, hogy militaryban és díjugratásban is rendkívül előkelő helyen szerepel az éves ranglistán. Először 1938-ban tagja a magyar díjugrató válogatottnak Aachenben. 1939-ben Bécsben, Luzernben és Aachenben lovagol a magyar díjugrató válogatottban. 1940-ben még Firenzében, és Rómában képviseli a magyar színeket.
Meg kell említeni, hogy lovai, az angol telivér Lavarone xx (1926. Lavendell II. – Árva) és Ádám II. xx (Lavandell II. – Duczi) igen tehetséges, de finom, érzékeny lovak voltak, "akik" értelmes, gondolkodó lovast kívántak.
1942 márciusában a keleti frontra vezényelték, ott volt a Don-kanyar poklában. 1943 májusában tért haza. 1944 februárjában az örkényi "szokásnak" megfelelően a német lovas kiképző központba, a Potsdam-Krampnitzba küldik továbbképzésre. Szemere Csabával töltöttek itt 6 hónapot. Ő maga mesélte nekem a rá rendkívül jellemző színes epizódot. Éppen Otto Lörke – a zseniális kiképző lovas, az utolsó német császár belovaglója, több kiváló német olimpiai díjló, többek között Kronosnak, az 1936-os berlini díjlovaglás aranyérmes lovának a kiképzője – tartott lovardát. Otto Lörke őrmesteri rangban szolgált, altiszt volt. A belépő magyar lovastisztre Otto Lörke porosz kaszárnyai stílusban ráripakodott. Erre Némethy leszállt lováról, felhúzta a kengyeleket, és kivezette a lovát a lovardából. Felment a parancsnokhoz és közölte: "Vele, egy magyar lovastiszttel egy német altiszt ne ordibáljon". Ezután tiszteletteljes hangnemben tárgyaltak a magyar Rittmeisterrel, lovaskapitánnyal.
A Német Lovas Szövetség kiadásában 1986-ban megjelent "Kavallerieschule Hannover" című könyvben büszkén emlékeznek meg a németek arról, hogy az amerikaiak rendkívül sikeres edzője, Némethy Bertalan, rövid ideig náluk is tanult a német kiképző központban.
Hazatérése után a Ludovika Akadémia lovagló tanárává nevezik ki, de ez már háborús légkörben állandó vándorlást, menekülést jelent. Előbb Örkénytáborba, majd 1945 januárjában a lengyelországi Bygdoszczba vezénylik a tanárt és tanítványait. Innen március elejére Dániába vonultak vissza, gyalogmenetben.
Egyik kedves tanítványa, a közelmúlt sikeres lovasedzője, Hargitay Mátyás, nekem közeli jó barátom és sok közös harcban fegyvertársam mesélt ezekről az időkről.
"- Ez volt az első személyes találkozásom Némethy Bertalannal".
Amikor Matyi a "kapitány úrról" beszélt, még ültében is vigyázzba, "haptákba" kapta magát és a szeme csillogni kezdett.
Itt értettem meg, hogy Némethy Bertalan egy rendkívüli, tekintélyt és tiszteletet parancsoló ember, akit rajongásig szerettek beosztottai, tanítványai.

## Költözés az Egyesült Államokba
1945-ben egy koppenhágai lovasiskolában kezdett el oktatni, majd 1951-ben az Amerikai Egyesült Államokba települt.

## Az Egyesült Államok díjugrató válogatottjának élén
1955-ben William Steinkraus és Arthur McCashin javaslatára Némethyt bízták meg az amerikai válogatott vezetésével, melyet negyed évszázadon keresztül végzett kiemelkedően sikeresen. A fiatal amerikai lovasok számára egyedi edzésrendszert alakított ki Gladstoneban, a válogatott központjában. A díjugratók felkészítéséhez – a klasszikus kiképzésre építkezve – kialakította és köztudatba emelte az alapozó síkmunka, az ugróidomítás fogalmát.
Olyan lovaglási technikát oktatott, amely az ügyességet helyezte előtérbe az erőszakkal szemben, s melyet a londoni „The Independent” újság csak „látványos simulékony stílusként” emlegetett.
A vezetőség asztalára letett első javaslatai között szerepelt, hogy a lovasok vegyenek részt európai versenyeken, hogy tapasztalatot gyűjtsenek az 1956-os olimpiához. Később így nyilatkozott a kezdetekről: „Elfogadták a javaslatomat, mert belátták, hogy ha csak a saját kertedben készülsz, azzal nem jutsz előbbre. Amint kilépsz és elindulsz valamerre, nálad jobbakkal fogsz találkozni. [...] Nem ültek ugyan háttal a lovon, de semmilyen idomítási alappal nem rendelkeztek. Ez nem volt divat akkoriban. Elsősorban a vadászlovaglás stílusában voltak járatosak.”
Az általa vezetett válogatott ezüstérmet szerzett az 1960-as római és az 1972-es müncheni olimpián. Négyszer végeztek az élen a Pánamerikai Játékokon és 144 világkupa szereplésükből 71-et megnyertek. Ugyan 1980-ban visszavonult a válogatott irányításából, az 1982-es világbajnokságra még ő készítette fel a díjugrató csapatot. Munkássága koronájának mégis az 1984-es Los Angeles-i olimpián elért eredmény tekinthető: csapat aranyérem, valamint egyéni első és második helyezés. Noha ekkor már nem ő vezette a válogatottat, soha senki nem kérdőjelezte meg, hogy az általa kijelölt út és következetes munka vezetett tanítványai későbbi kiemelkedő lovas és edzői sikereihez. Széles körű klasszikus képzettségét és sokoldalúságát jellemzi, hogy az amerikai fogathajtó válogatott vezetőjeként vett részt az 1984-es négyesfogathajtó világbajnokságon, Szilvásváradon.
Lovasai között volt az öt olimpiai szerepléssel büszkélkedő William Steinkraus, aki Amerika első egyéni aranyérmét szerezte meg 1968-ban, Mexikóban. Némethy Bertalan olyan kiemelkedő lovasok edzője volt továbbá, mint Frank Chapot és felesége, Mary Mairs Chapot, Joe Fargis, Neal Shapiro, Conrad Homfeld, George Morris.

## Filozófiája
1984. Los Angeles az újabb kimagasló csúcs. Itt Némethy Bertalan új filozófiát hirdet. A díjugratás viszonylag fiatal sportág, Dublinban 1864-ben rendezték meg vadászlovak részére az első nyilvános díjugrató versenyt. A II. világháború után a lovassport látványos fejlődésnek indult. Úgy tűnik, hogy a fejlődés a "minél nagyobbat – minél messzebbre" irányba indult el. Egyre nő az akadályok magassága, ezeket már csak hatalmas, nehéz "harci elefántok" tudják megmászni. 1976-ban Montrealban a díjugratás aranyérmese Alwin Schockemöhle Warwick Rex nevű hatalmas hannoveri heréltjén.
Némethy Bertalan úgy látja, hogy ezen az úton nincs továbbfejlődési lehetőség. A lovak magasugró rekordja 1949. óta változatlan (Huaso, 247 cm, Chile). Más utat kell keresni! És Némethy Bertalan olyan pályákat épít, amelyek nehézségi fokát nem az akadályok vég nélküli magassága, hanem a pálya vonalvezetése, a kombinációk egymástól való távolsága jelenti. Nem a félóránként hatalmasakat ugró "harci elefántokat" preferálja a pálya, hanem az intelligens, fordulékony, kitűnően idomított, gyors, rugalmas lovakat és lovaglásokat.
Los Angelesben 1984-ben Némethy Bertalan építi a pályát. Tanítványai nyerik a díjugratás egyéni arany- és ezüstérmét, és a csapat aranyérmet is. Innentől új fejezet kezdődött a díjugratás történetében. A nyers erő helyett az értelem, a tanulékonyság, az intelligencia jelentik a győzelem feltételét.

## Díjugratás a Némethy-módszerrel
„The de Nemethy Method” címen megjelent könyvében ismertette számtalanszor bizonyított módszerét. (Magyar nyelven „Díjugratás a Némethy-módszerrel” címen jelent meg a Mezőgazda Kiadó gondozásában, a Lovasakadémia sorozat 11. részeként.) A könyv, melynek tartalmát később videókazetta sorozaton rögzített előadások formájában is kiadták, alapművé vált a díjugrató lovak és lovasok kiképzését illetően. Díjugrató kurzusokat szervezett, köztük az 1984-es Los Angeles-i olimpiára és az 1989-es tampai világkupa döntőre felkészítő képzést. Magyarországon két alkalommal, 1987-ben és 1991-ben tartott többnapos előadás sorozatot, illetve a díjugrató válogatott számára edzést.

## Elismerései
1987-ben a Díjugrató Hírességek Csarnokába választották (Tampa, Florida, USA). Ugyanebben az évben, magyarországi látogatása során a Magyar Lovas Szövetség Gróf Széchenyi István Emlékéremmel tüntette ki. Több amerikai egyetem mellett a Pannon Agrártudományi Egyetem (ma Kaposvári Egyetem) díszdoktorává avatták.

## Nyilatkozata életútjával kapcsolatban
Egy interjúban a következőket nyilatkozta életútjával kapcsolatban: „Ha nem lett volna háború, most valószínűleg egy lovassági központ nyugalmazott parancsnoka lennék. Ehelyett a családom elvesztett mindent, amit évszázadok során birtokolt. De én szerencsés voltam. Azon néhány ember közé tartozom, akik folytatni tudták azt, amire a legjobban ki voltak képezve, és számtalan sikerben volt részem. Mindent összevetve, Amerika olyan lehetőséget kínált számomra, melyet saját hazám már nem volt képes megadni.”

## Élete utolsó évei
1991-ben költözött Floridába szeretett feleségével, Emilyvel, akinek 1997-es halálát követően – barátai elmondása szerint – minden vágya az volt, hogy kövesse őt. „Akinek szerencséje volt találkozni vele, egy csodálatos, elragadó embert ismerhetett meg személyében, aki példakép lehet mindannyiunk számára mind lovaglás, mind emberség terén” – fogalmazott búcsúztatójában Nancy Jaffer. „Válogatott lovasai szeretettel emlékeznek rá és mindarra, ahogy megváltoztatta életüket. Éles magyar akcentusa, amely fél évszázados amerikai munkássága során mindvégig jellemezte beszédét, extra súlyt adott szavainak. Egyesek néha bajban lehettek akár azzal is, hogy egész pontosan mit mondott, azonban soha nem volt félreértés a célokat és értékeket illetően, melyek ráragadtak mindenkire, aki körülötte mozgott.”
A floridai Sarasotában, 2002. január 16-án érte a halál.

## Emlékezete
2002-es halálát követően tanítványai a legnagyobb nyilvánosság előtt, többek között a The New York Times hasábjain búcsúztatták kiváló edzőjüket. Az alábbiakban ezekből idézünk:
William Steinkraus (öt olimpián lovagolt az Egyesült Államok válogatottjában, az 1968-as mexikói olimpia aranyérmese, kétszeres csapat ezüstérmes és egyszeres csapat bronzérmes; aktív sportolói pályafutását követően 17 évig irányította az Egyesült Államok válogatottját):
„Nem csupán magát a lovaglást mutatta meg gyakorlatban és elméletben amerikaiak számos generációja számra, hanem azt is, hogy miként kell bánni a lóval, megadni a tiszteletet, megértést, bizalmat és a helyes kiképzést, amit megérdemel. Soha senki nem felejtheti el, mennyivel tartozunk neki mindazért, amit tőle tanultunk. A lovasok, akiket képzett, a tudás, amit átadott, a kurzusok, a könyvek és kazetták. Bert igen nagy hatással volt arra, ahogy az amerikaiak ma az akadályok felett lovagolnak. Később, pályaépítőként szintén elősegítette azt, hogy megváltozzanak az akadályok elrendezéséről alkotott elképzeléseink. Mindenki rendkívül hálás lehet, aki valamilyen kapcsolatba került vele.”
Frank Chapot (hat olimpiai szereplés, két csapat ezüstérem, egyéni negyedik helyezés): „Igazi vezető volt, a régi korok iskolájának igazi úriembere. Ha bármikor bajba kerültél, síkra szállt érted. A lovaglás mellett jelentősen formálta mindannyiunk személyiségét is.”
George Morris (az 1960-as olimpián ezüstérmet szerző csapat tagja, később a válogatott edzője): „Bert egy egészen új dimenziót nyitott számunkra a lovaglás és képzés terén. Noha csak az elittel volt közvetlen kapcsolatban, munkájának hatása leszivárgott. A feljebb levők felhúzták a többit is. Egy nagyszerű országra talált, kiváló lovasokkal és hunter jellegű lovakkal. Ezt a csiszolatlan gyémántot dolgozta ki.”
Joe Fargis (az 1984-es olimpia egyéni és csapat aranyérmese, 1988 csapat ezüstérmese): „Jókor volt jó helyen. [...] Meggyőződéssel tette a dolgát, eltántoríthatatlanul.”
Melanie Smith Taylor (az 1984-es olimpián aranyérmes csapat tagja): „Kiállt mindamellett, ami jó és helyes volt. Nagyon komolyan megváltoztatta sokunk életét.” Michael Matz (1986-ban csapat-világbajnok, három olimpiai szereplés, 1996-ban csapat ezüstérem): „Ha Bert mondott valamit, az úgy volt. Természetesen soha nem vitatkoztunk vele. A tréning szigorú volt, de célravezető. Nagyszerű személyiség volt. Ha valamit rosszul csináltál, tudtad, hogy felelned kell érte. De mindent megbeszéltünk, és soha semmi nem maradt függőben, így mindig tudtad, hogy azt a hibát még egyszer nem fogod elkövetni.”
Robert Ridland (kétszeres olimpikon): „Mindig a lázadók közé tartoztam. Sokan éveken keresztül azon voltunk, hogy egyszer majd kamatostul visszaadjuk Bertnek azt, amit átéltünk azokon a hideg reggeleken a kengyel nélküli lovaglás során a gladstone-i fedelesben, a sor végén.”
Chrystine Jones Tauber (a válogatott tagja, Némethyt követően Gladstone vezetője): „Megmutatta az amerikaiaknak, hogy mennyit ér az, ha rendszer szerint dolgoznak. Érezte, hogy alapvető idomító ismeretek és cavalletti munka nélkül a lovak soha nem tudták volna teljesíteni azt, amire képesek voltak. [...] Igen nagy hangsúlyt kapott a lovasok szár és kengyel nélküli futószárazása. Kedvenc lova a nyugdíjas military ló, Royal Beaver volt, mely minden könnyedséget mellőzve csörtetett körbe-körbe. A lovasok feladata volt, hogy előcsalják a heréltből a könnyedséget. Addig csináltuk, mígnem lábaink elzsibbadtak. Alig tudtunk járni másnap. De ezek a képzések jelentősen hozzájárultak az amerikaiak egységes stílusához és kiváló üléséhez, ami egyben védjegyük is lett. [...] Igencsak adott a részletekre, a szerszámzattól a szervezésig, mindenre figyelt. Az étrend szintén nem kerülte el a figyelmét. Minden alkalommal felállított minket a mérlegre a pajtában. [...] A katonai kiképzés során természetesen csak férfiakkal volt dolga, s ez így volt a korai nemzetközi mezőny esetében is. Az 1970-es évek elején a nőket nem tartották olyan <erősnek és kitartónak>, mint a férfiakat. Ebből adódóan sokkal nehezebb volt számunkra az, hogy a csapatban szerepeljünk. Nekem személy szerint rengeteg próbálkozásomba került, míg elnyertem Bert megelégedését. Viszont miután mi lányok is bizonyítottuk lelkesedésünket és kitartásunkat, Bert mindig lojális volt velünk.”
Carol Hofmann Thompson (a válogatott tagja): „Ha nemzetközi versenyen voltunk, akkor a pályán kívül is szigorú szabályok és utasítások szerint éltünk. Azt mondta nekünk, <ti pedig, lányok, fél óra múlva legyetek a hotel halljában hosszú szoknyában, frissen mosott hajjal!> Sose felejtem el azt, ahogy a három lány egy fürdőszobában igyekezett eleget tenni ennek a parancsnak. [...] Nem sokkal halála előtt látogattam meg. Fájdalmai voltak egy balesetből adódóan, mégis úgy tett, mintha számára én lettem volna a nap fénypontja. Jellemző volt rá, hogy bárki, akit megérintett, úgy érezte, számára ő a legfontosabb. [...] Mindenkinek bizalmat szavazott. Önképző vidéki lovasként indultam és olimpiai szintig juttatott.”
Gene Mische (Stadium Jumping Inc. vezetője): „Sokan beszélnek arról, hogy miként hozta be a jelenleg elterjedt ugróstílust Amerikába. Azonban ami a legnagyobb adaléka volt ennek az egésznek, az a valódi megkérdőjelezhetetlenség. Száz százalékig megbízhattál abban, amit Bert mondott.”
Armand Leone jr. (2001-től az Egyesült Államok válogatottjának vezetője): „Zsenialitása sok ember számára tette lehetővé, hogy a lovak csodálatos világát élvezni tudja.”
Paula Rodenas 1983-ban megjelent „The de Nemethy Years” (A Némethy évek) című könyvében így fogalmaz: „Magával hozta mindazt a klasszikus elvekre épülő lovassági hagyományt, melyet egy olyan rendszer keretei között tanult, melyek ma már nem léteznek, s az amerikai lovas társadalomra szabta azokat.”

## Kötetei
- A Némethy-módszer. Modern technikák ugrólovak és lovasok kiképzéséhez; s.n., s.l., 1988
- Díjugratás a Némethy-módszerrel. Ugrólovak és lovasok edzésének korszerű módszere; ford. Kovács Eszter; Mezőgazda, Budapest, 2002 (Lovasakadémia)